# Élections au Mexique
Cet article traite des élections au Mexique tant au niveau fédéral que régional.
- Le président du Mexique qui est le chef d'État est choisi par le peuple pour une période de six ans.
- Le Congrès est composé de deux chambres :
  - la chambre des députés renouvelée tous les trois ans,
  - le sénat, élu pour six ans.

## Système électoral
En 2014 une réforme constitutionnelle remplace  l'Institut fédéral électoral par l'institut national électoral.